# کتاب جنگل (مجموعه تلویزیونی ۱۹۸۹)
کتاب جنگل (ジャングルブック 少年モーグリ Janguru Bukku Shōnen Mōguri) یک اقتباس انیمه ژاپنی از مجموعه داستان‌های کتاب جنگل اثر رودیارد کیپلینگ است. این مجموعه در ۵۲ قسمت در سال ۱۹۸۹ پخش شد.
این مجموعه که در حقیقت ترکیبی از داستان‌های اصلی موگلی و نسخه والت دیزنی می‌باشد، در کشورهای مختلف در سراسر جهان پخش شد و مورد استقبال بین‌المللی قرار گرفت؛ به ویژه در هند که آهنگ آغازینش با عنوان «بحث در جنگل در جریان است» از اشعار گلزار برگرفته شده بود و میان مردم هند بسیار محبوب شد. نسخه‌ای از این آهنگ بعداً برای انتشار هندی کتاب جنگل (۲۰۱۶) از دیزنی استفاده شد.